# Elisabeta de Pomerania
Elisabeta de Pomerania (n. 13 noiembrie 1347, Regatul Boemiei, Țările Coroanei Boeme, Sfântul Imperiu Roman – d. 14 februarie 1393, Praga, Regatul Boemiei) a fost a patra și ultima soție a lui Carol al IV-lea, Împărat romano-german și rege al Boemiei. Părinții ei au fost Boguslav al V-lea, ducele Pomeraniei, și Elisabeta a Poloniei. Bunicii materni au fost Cazimir al III-lea al Poloniei și Aldona a Lituaniei.

## Căsătorie
Căsătoria dintre Carol și Elisabeta a avut loc la 21 mai 1363 la Kraków, la doar un an după decesul celei de-a treia soții a lui Carol, Ana de Schweidnitz. Mireasa avea șaisprezece ani iar mirele patruzeci și șapte. Carol s-a căsătorit cu Elisabeta în principal din motive politice, căsătoria ajutând la ruperea colației anti-cehe condusă de Ducele Rudolf al IV-lea al Austriei. La 18 iunie 1363 la Praga, Elisabeta a fost încoronată regină a Boemiei și 5 ani mai târziu, la 1 noiembrie 1568, la Roma a fost încoronată împărăteasă a Sfântului Imperiu Roman de papa Urban al V-lea.
Elisabeta și Carol au avut șase copii:
- Anna de Boemia (1366–1394), căsătorită cu Richard al II-lea al Angliei;
- Sigismund (1368–1437), împărat al Sfântul Imperiu Roman și rege al Boemiei și Ungariei;
- Ioan de Görlitz (1370–1396), margraf de Moravia și duce de Görlitz, căsătorit cu Richardis Caterina a Suediei;
- Carol (13 martie 1372–24 iulie 1373);
- Margareta de Boemia (1373–1410), căsătorită cu Ioan al III-lea de Nuremberg;
- Henric (1377–1378).[6]

După decesul soțului ei la 29 noiembrie 1378, fiul vitreg al Elisabetei, Venceslau al IV-lea, fiul lui Carol cu cea de-a treia soție a sa, a accedat la tron. Elisabeta s-a îngrijit de cei doi fii ai ei, în special de cel mare, Sigismund, pe care ea l-a sprijinit să devină rege al Ungariei.
Elisabeta i-a supraviețuit lui Carol 15 ani petrecându-și restul vieții la Hradec Králové (Königgrätz). Ea a murit la 14 februarie 1393 și a fost înmormântată lângă soțul ei la Catedrala Sf. Vitus din Praga.